# Wiśniowa (Kielce)
Pour les articles homonymes, voir Wiśniowa.
Wiśniowa est une localité polonaise de la gmina de Łagów, située dans le powiat de Kielce en voïvodie de Sainte-Croix.